# Veněra 6
Veněra 6 (rusky: Венера-6) byla sonda ze sovětského programu Veněra na výzkum Venuše, vyslaná ze Země v roce 1969.

## Konstrukce
Sonda byla velmi podobná své starší "sestře" Veněra 4, ačkoliv byla trochu silnější (štít). Její hmotnost byla 1128 kg a přistávací pouzdro 405 kg.
Veněra 6 nesla mimo jiné medailón se znakem SSSR a basreliéf s V.I. Leninem na noční straně Venuše.

## Průběh letu
Po startu z kosmodromu Bajkonur se dostala na oběžnou (parkovací) dráhu kolem Země. S pomocí posledního stupně nosné rakety Molnija byla odtud navedena na meziplanetární dráhu. Dne 16. března 1969 bylo nutné provést korekci rychlosti letu (zvýšena o 37,4 metrů/sec), protože jinak by Venuši minula o 150 000 km. Orientace byla provedena podle Síria a Slunce.
Po příletu k Venuši se 17.5.1969 dostala do atmosféry planety zhruba 300 km od místa, kde tak učinila předchozí Veněra 5. Zde se od sondy odpoutala 405 kg těžká kapsle, obsahující vědecké přístroje a instrumenty. Úspěšně vracela informace o atmosféře planety po 51 minut, dokud ji ve výšce 11 km nerozdrtil atmosférický tlak 2,7 MPa. Teplota byla v tu dobu 320 stupňů.
Informace z tří sond (Veněra 4, Veněra 5 a Veněra 6) pomohly sovětským vědcům připravit následující sondu Veněra 7 tak, že se mohla stát první kosmickou sondou, která přistála na jiné planetě.